# Ферзиковський район
Ферзиковський район (рос. Ферзиковский район) — муніципальне утворення в Калузькій області Росії. Адміністративний центр — селище Ферзиково.

## Географія
Район розташований на сході Калузької області. Район межує з містом Калугою, Малоярославецьким, Таруським, Перемишльським районами, на південному сході — з Алексинським і Суворовським районами Тульської області. Площа 1 249,9 км².
Основні річки — Ока, Калужка.

## Історія
Ферзиковський район був утворений 12 липня 1929 року в складі Калузького округу Московської області.